# Rama Sama
 Rama Sama  er en novelle skrevet af Anders Bodelsen i 1967. Den indgår i novellesamlingen Rama Sama og andre noveller.
Rama Sama handler om en dreng, som skal kigge på et billede og finde Rama Sama i billedet.